# Lo Nisan
Lo Nisan (en francès Le Nizan) és un municipi francès situat al departament de la Gironda i a la regió de la Nova Aquitània.

## Demografia
| 1962                                       | 1968 | 1975 | 1982 | 1990 | 1999 | 2007 |
| ------------------------------------------ | ---- | ---- | ---- | ---- | ---- | ---- |
| 263                                        | 338  | 297  | 289  | 312  | 349  | 420  |
| Des de 1962: població sense dobles comptes |      |      |      |      |      |      |

## Administració
| Període   | Identitat               | Partit |
| --------- | ----------------------- | ------ |
| 1900-1910 | Pierre Gabriel Peyrusse |        |
| 1910-1917 | Gustave Daney           |        |
| 1917-1920 | Désir Bibes             |        |
| 1920-1925 | Jean Bibes              |        |
| 1925-1968 | Maurice Sarraute        |        |
| 1968-1984 | Emmanuel de Peyrusse    |        |
| 1984-2008 | Colette de Peyrusse     |        |
| 2008-     | Michelle Labrouche      |        |